# Burg Veynau
Die Burg Veynau ist eine mittelalterliche Wasserburg nahe dem Euskirchener Stadtteil Wißkirchen und die größte Burganlage im Kreis Euskirchen in Nordrhein-Westfalen. Sie zählt zu den eindrucksvollsten und bedeutendsten Burgen im Rheinland.

## Lage
Die Burg liegt unmittelbar am Veybach neben der Bahntrasse der Eifelstrecke sowie der Bundesautobahn 1, von wo aus sie in südlicher Fahrtrichtung gut zu sehen ist. Erreichbar ist sie über die Anschlussstelle Wißkirchen, Bundesstraße 266 und L 11.

## Anlage
Von der sehr weitläufigen Burganlage sind die äußere und innere Vorburg mit zwei runde Schalentürmen und die Kernburg mit Palas und zwei Ecktürmen erhalten. Der historische Wassergraben, die Wehrmauer sowie Maueransätze der untergegangenen mittelalterlichen Flügelbauten sind noch sehr gut erkennbar. Das imposante Herrenhaus aus Bruchstein steht auf einer Insel, umgeben von einem Wassergraben und ist durch einen Torbau in der Wehrmauer aus dem 16. Jahrhundert erreichbar.
Die Burg Veynau steht seit 1985 unter Denkmalschutz. Sie befindet sich in Privatbesitz und wird als Wohn- und Geschäftssitz genutzt. Die Außenanlage sowie Teilbereiche im Inneren sind frei zugänglich.

## Geschichte
Um 1340 wurde die Burg gegründet und vom Markgrafen von Jülich als Lehen an den Truchsess Dietrich Schinnenmann von Aldenhoven gegeben, der sie zur stärksten Festung der Region ausbaute. 1351 wurde die Burg zum Kölner Offenhaus. 1355 wurde sie beschädigt, aber sofort wieder aufgebaut. Im gleichen Jahr ging die Burg in jülischen Besitz über und wurde Teil des jülischen Burgengürtels um Euskirchen. 1381 ging die Burg dann als Lehen an Balduin von Monyardin. Dieser versäumte 1422 beim neuen Landesherrn Herzog Adolf von Berg um eine neue Belehnung mit der Burg nachzusuchen, der daraufhin die Burg eroberte und das Lehen einzog.
1447 erwarb Heinrich von Geisbusch zunächst eine, später auch die zweite Hälfte der Burg. Er starb 1451 und seine Witwe veräußerte die Burg an Dietrich I. von Bourscheidt. Durch einen Umbau erhielt die Burg ihre heutiges Aussehen.
Im geldrischen Krieg (1542–1543) konnte die Burg erfolgreich gegen die kaiserlichen Truppen verteidigt werden. Im Dreißigjährigen Krieg (1618–1648) wurde die Burg stark beschädigt und von 1661 bis 1664 repariert.
Nachdem der französische General Lacroix die Burg 1708 niederbrennen ließ, wurde sie wieder hergestellt und die Türme erhielten ihre heutigen Hauben. 1722 geht die Burg an den kurpfälzischen Generalfeldmarschall Maximilian Carl von Martial, der den Westteil des Herrenhauses neu ausgebaut. 1743 erbte Joseph Anton Freiherr Beissel von Gymnich die Burg.
Im 19. Jahrhundert verlor die Burg ihre Bedeutung und verkam zum Landgut. 1843 erwarb sie Herzog Prosper Ludwig von Arenberg. Im 20. Jahrhundert stand sie lange leer und verfiel. Ein schweres Erdbeben zog die Burg 1951 in Mitleidenschaft. 1973 kaufte der Landwirt Theodor Bamberg die Burg von den Arenbergern.
1988 kam sie in den Besitz der Familie von Elmendorff, in deren Eigentum sie sich bis heute befindet. Die Burg wurde mit erheblichen Eigenmitteln, aber auch mit Unterstützung des Landes Nordrhein-Westfalen, aufwändig restauriert.